# Huang Yuting
Huang Yuting (Pechino, 3 settembre 2006) è una tiratrice a segno cinese.

## Carriera
Nata a Pechino nel 2006, partecipa per la prima volta a una competizione mondiale nel 2022, all'età di sedici anni, quando prende parte ai Mondiali di tiro. Durante la manifestazione vince due medaglie d'oro nella carabina ad aria compressa e una d'argento nel fucile ad aria compressa. Sempre nel 2022 partecipa ai Giochi asiatici, in cui vince tre medaglie d'oro (due in carabina e una in fucile). L'anno seguente partecipa nuovamente ai Mondiali di tiro, ottenenendo una medaglia d'oro nella carabina ad aria compressa, insieme al connazionale Sheng Lihao, e ai Campionati asiatici di tiro, vincendo un'ulteriore medaglia d'oro. Infine, l'anno successivo, ai Giochi olimpici di Parigi 2024, sale sul gradino più alto del podio nella carabina 10 metri aria compressa a squadre, ancora insieme a Sheng Lihao.

## Palmarès
- Giochi olimpici

Parigi 2024: oro nella carabina 10 metri aria compressa a squadre, argento nella carabina 10m aria compressa.
- Campionati mondiali di tiro

Changwon 2022: oro nella carabina 10m ad aria compressa a squadre miste, oro nella carabina 10m ad aria compressa a squadre, argento nel fucile 10m ad aria compressa.
Baku 2023: oro nella carabina 10m ad aria compressa a squadre miste.
- Giochi asiatici

Hangzhou 2022: oro nel fucile 10m ad aria compressa, oro nella carabina 10m ad aria compressa a squadre miste, oro nella carabina 10m ad aria compressa a squadre.
- Campionati asiatici di tiro

Changwon 2023: oro nella carabina 10m ad aria compressa a squadre.